# Кампиле
Кампиле (фр. Campile) насеље је и општина у Француској у региону Корзика, у департману Горња Корзика која припада префектури Бастија.
По подацима из 2011. године у општини је живело 186 становника, а густина насељености је износила 19,0 становника/km². Општина се простире на површини од 9,79 km². Налази се на средњој надморској висини од 660 метара (максималној 1.011 m, а минималној 76 m).

## Демографија
| 1962. | 1968. | 1975. | 1982. | 1990. | 1999. | 2011. |
| ----- | ----- | ----- | ----- | ----- | ----- | ----- |
| 222   | 304   | 232   | 242   | 196   | 199   | 186   |

График промене броја становника у току последњих година